# 手の目

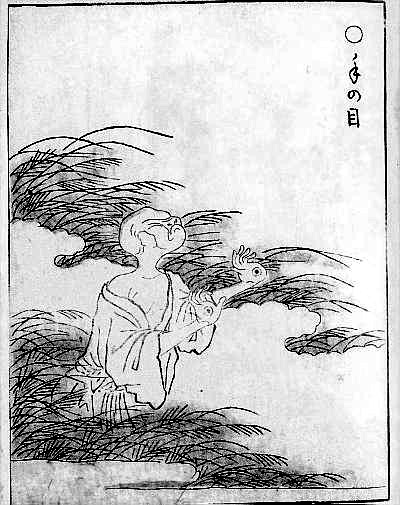
鳥山石燕『画図百鬼夜行』より「手の目」

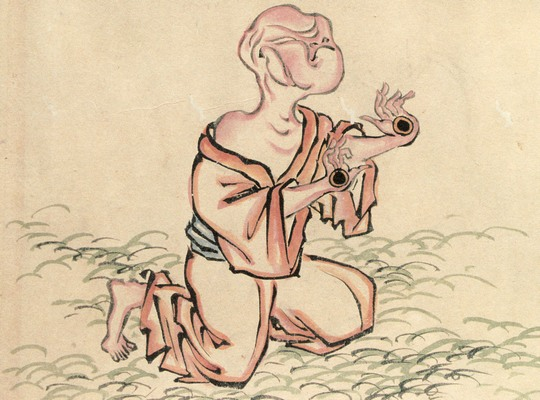
熊本県八代市の松井文庫所蔵『百鬼夜行絵巻』より、手の目をモチーフとした妖怪・手目坊主

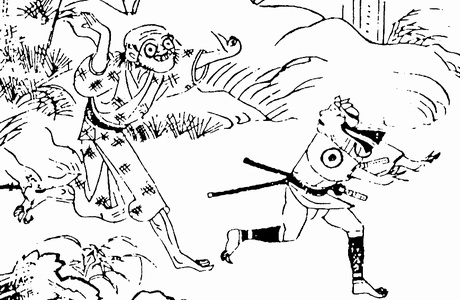
『諸国百物語』より、手の目のモデルとなったとされる怪談「ばけ物に骨をぬかれし人の事」。左側の老人の左手に目玉がある。

水木しげるロードに設置されている「手の目」のブロンズ像

手の目（てのめ）は、鳥山石燕による江戸時代の画集『画図百鬼夜行』にある日本の妖怪。

## 概要
座頭姿で両目が顔ではなく両手の平に一つずつついている。『画図百鬼夜行』（1776年）には解説文がないために詳細は不明である。
熊本県八代市の松井文庫が所蔵している天保年間の妖怪絵巻『百鬼夜行絵巻』には、石燕の「手の目」をモチーフとしたと思われる同じ姿の妖怪画が描かれており「手目坊主（てめぼうず）」と記されている。『化物づくし』（湯本豪一所蔵・湯本B本）にも石燕の手の目と同様の図が描かれている。以上2例も説明などは絵巻中には記されておらず詳細はやはり不明である。また、乾猷平は紫水文庫所蔵の古写絵本（年代不明）に「手の目」という妖怪が描かれており、「あれたる草村抔に天地のせいせいにて生ずと云」と記されていることを紹介している。
江戸時代の怪談集『諸国百物語』（1677年）には両手に目のついている妖怪の姿が挿絵にも描かれた「ばけ物に骨をぬかれし人の事」という説話があり、石燕が「手の目」のモデルにしたのではないかと考えられている。その内容は以下のようなものである。ある男が京都の七条河原の墓場に肝試しに行ったところ、80歳くらいの老人の化け物に襲われ、その化け物には手の平に目玉があった。男は近くの寺に逃げ込み、その寺の僧に頼んで長持ちの中にかくまってもらったところ、化け物は追いかけてきて、長持ちのそばで犬が骨をしゃぶるような音を立て、やがて消え去った。僧が長持ちを開けると、男は体から骨を抜き取られて皮ばかりになっていたという。
藤沢美雄『岩手の妖怪物語』によると岩手県に伝わる民話には、以下のような「手の目」の話もあるという。ある旅人が夜に野原を歩いていたところ、盲人が近づいて来た。その盲人の両手の平に目玉があり、その目で何かを捜している様子だった。旅人は驚いて逃げ出し、宿へ駆け込んだ。宿の主人に事情を話したところ、主人が答えるには、あの場所では数日前に盲人が悪党に殺されて金を奪われ、その盲人が悪党たちの顔を一目見たい、目が見えないのならせめて手に目があれば、という強い怨みが手の目という妖怪になったのであり、越後（新潟県）でも同様に盲人が殺された際に手の目が現れたという。
妖怪研究家の多田克己は、「手の目」などの妖怪画は「化けの皮がはげる」という言葉遊びで描かれたものではないかとの絵解き解釈を示している。目のついた手を上げている様子は、悪巧みやイカサマを明かすことを意味する「手目を上げる」に通じ、坊主頭は「はげる」や勝負の負けを意味する「坊主になる」という言い回しに通じるというのである。『画図百鬼夜行』の「手の目」には背景に月とススキの野原が描かれているが、月は花札の「坊主」、ススキは「幽霊の正体見たり枯れ尾花」の洒落ではないかとも述べている。

## くらやみ目
手の目に類する妖怪として、『妖怪魔神精霊の世界』（1974年刊）に収録されている山田野理夫による日本の妖怪の解説文中には、くらやみ目という妖怪が述べられている。こちらは両の膝頭に目があり、暗闇でも平気で歩けるが、昼間は物にぶつかったりするとある。ただし、出典の著者である山田は本来存在しない妖怪伝承を多数創作したことで有名である（つまり、くらやみ目は山田の創作の可能性がある）。